# Municipio de Oakland (condado de Cloud)
El municipio de Oakland (en inglés: Oakland Township) es un municipio ubicado en el condado de Cloud en el estado estadounidense de Kansas. En el año 2010 tenía una población de 37 habitantes y una densidad poblacional de 0,4 personas por km².

## Geografía
El municipio de Oakland se encuentra ubicado en las coordenadas 39°21′31″N 97°31′49″O / 39.35861, -97.53028. Según la Oficina del Censo de los Estados Unidos, el municipio tiene una superficie total de 93.37 km², de la cual 93,32 km² corresponden a tierra firme y (0,06 %) 0,05 km² es agua.

## Demografía
Según el censo de 2010, había 37 personas residiendo en el municipio de Oakland. La densidad de población era de 0,4 hab./km². De los 37 habitantes, el municipio de Oakland estaba compuesto por el 100 % blancos. Del total de la población el 0 % eran hispanos o latinos de cualquier raza.